# Eccellenza Puglia 2020-2021
Il campionato italiano di calcio di Eccellenza regionale 2020-2021 è il trentesimo organizzato in Puglia.

## Aggiornamenti
Dopo che il campionato 2019-2020 si era interrotto a cinque giornate dalla fine causa l'emergenza Covid-19, il Consiglio direttivo svoltosi il 12 agosto 2020, per ridurre i costi delle trasferte a carico delle società, ha deliberato l'ampliamento del formato a 28 squadre, con 2 gironi da 14.
- La United Sly di Bari, neo promossa, e la società giovanile San Gerardo di Corato si uniscono mantenendo il nome United Sly, con sede sociale a Corato e campo di gioco il Comunale di Trani.[3] Successivamente, in seguito al disimpegno del legale rappresentante[4] la società rinuncia alla disputa del campionato.[5]
- Il F.C. Otranto e la De Cagna di Scorrano si fondono nel De Cagna 2010 Otranto.
- La Vigor Bitritto, militante nel campionato di Promozione, cambia denominazione in A.S.D. Città di Mola spostando la sede a Mola di Bari. Successivamente viene ripescata in Eccellenza a completamento dell'organico.
- La Fortis Altamura si trasferisce a Massafra dando vita alla Soccer Massafra 1963.
- L'A.S.D. San Marco, che era stata dichiarata retrocessa, causa l'ultimo posto occupato al momento della sospensione nel campionato precedente, è stata ripescata.

Il 5 novembre 2020, il locale comitato della LND, ha ufficializzato i meccanismi di promozione, ammissione e retrocessione per la stagione in corso. Le due squadre vincenti i 2 gironi disputeranno una gara di spareggio, su campo neutro, con eventuali tempi
supplementari e tiri di rigore. La squadra vincente, acquisirà la promozione diretta al campionato di Serie D 2020-2021 mentre la squadra perdente, acquisirà il diritto a disputare le gare di spareggio-promozione.

## Girone A
Con la rinuncia della United Sly, non essendoci ulteriori società che hanno formalizzato la richiesta di iscrizione al campionato, l'organico è formato da 13 squadre e non più a 14, come stabilito il 17 settembre dal consiglio direttivo della LND Puglia , escludendo di fatto, l'inserimento per completamento organici dell'A.S.D. Canosa, prima società in graduatoria per eventuali nuovi ripescaggi.

### Squadre partecipanti
| Club                             | Città                   | Stadio o Campo Sportivo                            | Stagione precedente              |
| -------------------------------- | ----------------------- | -------------------------------------------------- | -------------------------------- |
| G.S.D. Atletico Vieste           | Vieste (FG)             | Stadio Riccardo Spina (erba sintetica)             | 6º in Eccellenza Puglia          |
| G.S.D. Audace Barletta           | Barletta (BT)           | Campo Comunale Manzi Chiapulin (erba sintetica)    | 7º in Eccellenza Puglia          |
| A.S.D. Barletta 1922             | Barletta (BT)           | Stadio San Sabino (Canosa di Puglia)               | 5º in Eccellenza Puglia          |
| A.S.D. U.C. Bisceglie            | Bisceglie (BT)          | Campo Comunale Francesco di Liddo (erba sintetica) | 8º in Eccellenza Puglia          |
| A.S.D. Città di Mola             | Mola di Bari (BA)       | Comunale Sante Diomede (Bari Q.re San Paolo)       | 3º in Promozione Puglia Girone A |
| U.S.D. Corato Calcio 1946        | Corato (BA)             | Stadio Fausto Coppi (Ruvo di Puglia)               | 2º Eccellenza Puglia             |
| A.S.D. Ostuni 1945               | Ostuni (BR)             | Stadio Nino Laveneziana                            | 3º in Promozione Puglia Girone B |
| A.S.D. Vigor Trani Calcio        | Trani (BT)              | Stadio Comunale                                    | 4º in Eccellenza Puglia          |
| Manfredonia Calcio 1932 S.S.D.   | Manfredonia (FG)        | Stadio Miramare (erba sintetica)                   | 2º in Promozione Puglia Girone A |
| A.C. Real Siti                   | Stornarella (FG)        | Stadio Comunale San Rocco (erba sintetica)         | 4º in Promozione Puglia Girone A |
| A.S.D. Team Ortanova             | Ortanova (FG)           | Campo Comunale Fanelli (erba sintetica)            | 13º in Eccellenza Puglia         |
| A.S.D. San Marco                 | San Marco in Lamis (FG) | Stadio Tonino Parisi (erba sintetica)              | 16º in Eccellenza Puglia         |
| U.S.D. Alto Tavoliere San Severo | San Severo (FG)         | Stadio Comunale Ricciardelli (erba sintetica)      | 15º in Eccellenza Puglia         |

### Classifica
|  | Pos. | Squadra         | Pt   | G  | V | N | P | GF | GS | DR  |
|  | ---- | --------------- | ---- | -- | - | - | - | -- | -- | --- |
|  | 1.   | Barletta        | 25   | 10 | 8 | 1 | 1 | 32 | 9  | 23  |
|  | 2.   | Manfredonia     | 23   | 10 | 7 | 2 | 1 | 24 | 13 | 11  |
|  | 3.   | Audace Barletta | 17   | 10 | 5 | 2 | 3 | 15 | 12 | 3   |
|  | 4.   | Corato          | 17   | 10 | 4 | 5 | 1 | 14 | 10 | 4   |
|  | 5.   | Città di Mola   | 17   | 10 | 5 | 2 | 3 | 14 | 11 | 3   |
|  | 6.   | UC Bisceglie    | 11   | 10 | 3 | 2 | 5 | 14 | 17 | -3  |
|  | 7.   | Atletico Vieste | 10   | 10 | 2 | 4 | 4 | 18 | 24 | -6  |
|  | 8.   | San Severo (-1) | 9    | 10 | 2 | 4 | 4 | 16 | 22 | -6  |
|  | 9.   | Vigor Trani     | 8    | 10 | 2 | 2 | 6 | 11 | 21 | -10 |
|  | 10.  | Team Orta Nova  | 7    | 10 | 2 | 1 | 7 | 7  | 17 | -10 |
|  | 11.  | Real Siti       | 6    | 10 | 1 | 3 | 6 | 12 | 21 | -9  |
|  | ---  | Ostuni          | F.C. |    |   |   |   |    |    |     |
|  | ---  | San Marco       | F.C. |    |   |   |   |    |    |     |

Legenda:
      Ammesso allo spareggio intergirone.
Regolamento:
Tre punti a vittoria, uno a pareggio, zero a sconfitta.
In caso di arrivo di due o più squadre a pari punti, la graduatoria verrà stilata secondo la classifica avulsa tra le squadre interessate che prevede, in ordine, i seguenti criteri:
- Punti negli scontri diretti
- Differenza reti negli scontri diretti
- Differenza reti generale
- Reti realizzate in generale
- Sorteggio

Note:
Il San Severo ha scontato 1 punto di penalizzazione.

### Spareggi

#### Play-off
|  | Semifinali | Semifinali            | Semifinali |        |   | Finale          | Finale | Finale |  |
|  |            |                       |            |        |   |                 |        |        |  |
|  | 1          | Barletta              | 1          |        |   |                 |        |        |  |
|  | 1          | Barletta              | 1          |        |   |                 |        |        |  |
|  | 4          | Corato                | 2          |        |   |                 |        |        |  |
|  | 4          | Corato                | 2          |        | 3 | Audace Barletta | 2      |        |  |
|  |            |                       |            |        | 3 | Audace Barletta | 2      |        |  |
|  |            |                       | 4          | Corato | 0 |                 |        |        |  |
|  | 2          | Manfredonia           | 4          | Corato | 0 | 3               |        |        |  |
|  | 2          | Manfredonia           |            |        |   |                 |        |        |  |
|  | 3          | Audace Barletta (dts) | 4          |        |   |                 |        |        |  |

##### Semifinali
|             | Risultati |                 | Luogo e data                     |
| ----------- | --------- | --------------- | -------------------------------- |
| Barletta    | 1-2       | Corato          | Canosa di Puglia, 13 giugno 2021 |
| Manfredonia | 3-4 (dts) | Audace Barletta | Manfredonia, 13 giugno 2021      |
|             |           |                 |                                  |

##### Finale del girone
|                 | Risultati |        | Luogo e data                |
| --------------- | --------- | ------ | --------------------------- |
| Audace Barletta | 2-0       | Corato | Trinitapoli, 20 giugno 2021 |
|                 |           |        |                             |

## Girone B

### Squadre partecipanti
| Club                            | Città                   | Stadio o Campo Sportivo                             | Stagione precedente               |
| ------------------------------- | ----------------------- | --------------------------------------------------- | --------------------------------- |
| A.S.D. Ugento                   | Ugento (LE)             | Campo Comunale (erba sintetica)                     | 3º in Eccellenza Puglia           |
| S.S.D. Soccer Massafra 1963     | Massafra (TA)           | Stadio Italia                                       | 14º in Eccellenza Puglia          |
| A.S.D. Gallipoli Football 1909  | Gallipoli (LE)          | Stadio Antonio Bianco (erba sintetica)              | 10º in Eccellenza Puglia          |
| A.S.D. Martina Calcio 1947      | Martina Franca (TA)     | Stadio Giuseppe Domenico Tursi                      | 12º in Eccellenza Puglia          |
| A.S.D. De Cagna 2010 Otranto    | Otranto (LE)            | Stadio Avvocato Pasquale Nachira (erba sintetica)   | 9º in Eccellenza Puglia           |
| A.S.D. Deghi Calcio             | San Pietro in Lama (LE) | Campo Comunale (Novoli)                             | 11º in Eccellenza Puglia          |
| A.C.D. Ars et Labor Grottaglie  | Grottaglie (TA)         | Stadio comunale Atlantico D'Amuri                   | 10º in Promozione Puglia Girone A |
| Pol. Virtus Matino              | Matino (LE)             | Stadio Via del Mare                                 | 2º in Promozione Puglia Girone B  |
| A.S.D. Atletico Racale          | Racale (LE)             | Stadio Comunale Generale L. Basurto                 | 1º in Promozione Puglia Girone B  |
| A.S.D. Ginosa                   | Ginosa (TA)             | Stadio Comunale Teresa Miani (erba sintetica)       | 6º in Promozione Puglia Girone A  |
| A.S.D. Antonio Toma Maglie      | Maglie (LE)             | Stadio Antonio Tamborino Frisari (erba sintetica)   | 5º in Promozione Puglia Girone B  |
| A.S.D. Castellaneta Calcio 1962 | Castellaneta (TA)       | Stadio Comunale Giovanni De Bellis (erba sintetica) | 5º in Promozione Puglia Girone A  |
| U.G. Manduria Sport             | Manduria (TA)           | Stadio Comunale Nino Dimitri                        | 4º in Promozione Puglia Girone B  |
| A.S.D. Sava                     | Sava (TA)               | Stadio Francesco Camassa (erba sintetica)           | 6º in Promozione Puglia Girone B  |

### Classifica
|  | Pos. | Squadra          | Pt   | G  | V | N | P | GF | GS | DR  |
|  | ---- | ---------------- | ---- | -- | - | - | - | -- | -- | --- |
|  | 1.   | De Cagna Otranto | 26   | 11 | 8 | 2 | 1 | 25 | 7  | 18  |
|  | 2.   | Martina          | 24   | 11 | 7 | 3 | 1 | 27 | 9  | 18  |
|  | 3.   | Virtus Matino    | 21   | 11 | 6 | 3 | 2 | 20 | 10 | 10  |
|  | 4.   | Ugento           | 20   | 11 | 6 | 2 | 3 | 17 | 11 | 6   |
|  | 5.   | Gallipoli        | 18   | 11 | 5 | 3 | 3 | 22 | 16 | 6   |
|  | 6.   | Toma Maglie      | 17   | 11 | 4 | 5 | 2 | 13 | 9  | 4   |
|  | 7.   | Sava             | 16   | 11 | 4 | 4 | 3 | 10 | 13 | -3  |
|  | 8.   | Soccer Massafra  | 10   | 11 | 2 | 4 | 5 | 20 | 26 | -6  |
|  | 9.   | Deghi            | 9    | 11 | 2 | 3 | 6 | 10 | 18 | -8  |
|  | 10.  | Atletico Racale  | 7    | 11 | 2 | 1 | 8 | 10 | 22 | -12 |
|  | 11.  | Grottaglie       | 7    | 11 | 1 | 4 | 6 | 11 | 26 | -15 |
|  | 12.  | Castellaneta     | 4    | 11 | 0 | 4 | 7 | 9  | 27 | -18 |
|  | ---  | Ginosa           | F.C. |    |   |   |   |    |    |     |
|  | ---  | Manduria         | F.C. |    |   |   |   |    |    |     |

Legenda:
      Ammesso allo spareggio intergirone.
Regolamento:
Tre punti a vittoria, uno a pareggio, zero a sconfitta.
In caso di arrivo di due o più squadre a pari punti, la graduatoria verrà stilata secondo la classifica avulsa tra le squadre interessate che prevede, in ordine, i seguenti criteri:
- Punti negli scontri diretti
- Differenza reti negli scontri diretti
- Differenza reti generale
- Reti realizzate in generale
- Sorteggio

Note:

### Spareggi

#### Play-off
|  | Semifinali | Semifinali          | Semifinali |               |   | Finale           | Finale | Finale |  |
|  |            |                     |            |               |   |                  |        |        |  |
|  | 1          | De Cagna Otranto    | 2          |               |   |                  |        |        |  |
|  | 1          | De Cagna Otranto    | 2          |               |   |                  |        |        |  |
|  | 4          | Ugento              | 2          |               |   |                  |        |        |  |
|  | 4          | Ugento              | 2          |               | 1 | De Cagna Otranto | 0      |        |  |
|  |            |                     |            |               | 1 | De Cagna Otranto | 0      |        |  |
|  |            |                     | 3          | Virtus Matino | 1 |                  |        |        |  |
|  | 2          | Martina             | 3          | Virtus Matino | 1 | 1                |        |        |  |
|  | 2          | Martina             |            |               |   |                  |        |        |  |
|  | 3          | Virtus Matino (dts) | 2          |               |   |                  |        |        |  |

##### Semifinali
|                  | Risultati |               | Luogo e data                   |
| ---------------- | --------- | ------------- | ------------------------------ |
| De Cagna Otranto | 2-2       | Ugento        | Otranto, 13 giugno 2021        |
| Martina          | 3-4       | Virtus Matino | Martina Franca, 13 giugno 2021 |
|                  |           |               |                                |

##### Finale del girone
|                  | Risultati |               | Luogo e data            |
| ---------------- | --------- | ------------- | ----------------------- |
| De Cagna Otranto | 0-1       | Virtus Matino | Otranto, 20 giugno 2021 |
|                  |           |               |                         |

## Finalissima play-off
Le due squadre vincenti di ciascun girone si affronteranno nella finale playoff per decretare la squadra promossa al campionato nazionale di Serie D 2021-2022
|                 | Risultati |               | Luogo e data                        |
| --------------- | --------- | ------------- | ----------------------------------- |
| Audace Barletta | 0-5       | Virtus Matino | Francavilla Fontana, 27 giugno 2021 |
|                 |           |               |                                     |